# Fabian Drzyzga
Fabian Drzyzga (3 de janeiro de 1990) é um jogador de voleibol polonês que atua na posição de levantador.

## Carreira
Drzyzga é membro da seleção polonesa de voleibol masculino. É bicampeão do Campeonato Mundial. Em 2016, representou seu país nos Jogos Olímpicos no Rio de Janeiro, que ficou em sétimo lugar.

## Títulos
AZS Częstochowa
- Copa Challenge: 2011–12

Resovia Rzeszów
- Copa CEV: 2023–24
- Campeonato Polonês: 2014–15
- Supercopa Polonesa: 2013

Olympiacos
- Campeonato Grego: 2017–18
- Copa da Liga Grega: 2017–18

Lokomotiv Novosibirsk
- Campeonato Russo: 2019–20

## Clubes
| Anos      | Clube                       |
| --------- | --------------------------- |
| 2008–2012 | Tytan AZS Częstochowa       |
| 2012–2013 | AZS Politechnika Warszawska |
| 2013–2017 | Asseco Resovia Rzeszów      |
| 2017–2018 | Olympiacos                  |
| 2018–2020 | Lokomotiv Novosibirsk       |
| 2020–2024 | Asseco Resovia Rzeszów      |
| 2024–     | Fenerbahçe                  |

## Prêmios individuais
- 2015: Copa da Polônia – Melhor levantador
- 2015: Liga dos Campeões – Melhor levantador
- 2018: Liga A Greca – Melhor levantador [2]
- 2019: Torneio Hubert Jerzeg Wagner – Melhor levantador
- 2021: Torneio Hubert Jerzeg Wagner – Melhor levantador
- 2021: Liga das Nações – Melhor levantador